# Rubén de la Red
Rubén de la Red Gutiérrez (* 5. Juni 1985 in Móstoles) ist ein ehemaliger spanischer Fußballspieler. Im Verlauf seiner Profikarriere spielte der Mittelfeldakteur bei Real Madrid und dem FC Getafe. Er kam außerdem zu drei Einsätzen für die spanische Fußballnationalmannschaft, mit der er 2008 Europameister wurde. Nachdem er aus gesundheitlichen Gründen bereits 25-jährig seine Spielerlaufbahn beenden musste, ist er ab Sommer 2011 als Jugendtrainer bei Real Madrid tätig.

## Karriere als Spieler

### CD Móstoles
Rubén de la Red begann seine Fußballerlaufbahn beim Madrider Vorstadtklub CD Móstoles.

### Real Madrid
Als 14-Jähriger wechselte er in den Nachwuchsbereich von Real Madrid. Seit 2004 war er fester Bestandteil der Zweitmannschaft Real Madrid Castilla, seit 2005 spielte er auch sporadisch im ersten Team. Sein Debüt im Profiteam von Real Madrid absolvierte er am 10. November 2004 in der Copa del Rey gegen CD Teneriffa.

### Ausleihe zum FC Getafe
Im Sommer 2007 wechselte er zum FC Getafe, wenngleich Real Madrid bis 2008 eine vereinbarte Rückkaufoption nutzte und ihn zurückholte. Unter dem Trainer Bernd Schuster sollte er sich in die erste Mannschaft einbauen. De la Red galt als eine der großen Identifikationsfiguren für die Fans, da er bereits als kleiner Junge mit seinem Vater im Stadion war.

### Zurück bei Real Madrid
In der Saison 2008/09 kehrte de la Red als Europameister zu Real Madrid zurück.
Nachdem er in einem Pokal-Spiel der Saison 2008/09 bewusstlos zusammengebrochen war und Ärzte die Ursache dafür auch später nicht feststellen konnten, entzog Real Madrid ihm für den Rest der Spielzeit die Spiel-Erlaubnis. Am 2. Juli 2009 wurde schließlich bekanntgegeben, dass de la Red auch in der Saison 2009/10 nicht zum Kader von Real Madrid gehören wird. Medizinische Berichte rieten ihm vom Profisport ab. Der Verein unterstützte ihn weiterhin in persönlicher und beruflicher Hinsicht.
Zum Trainingsstart der Saison 2010/11 unter dem neuen Trainer José Mourinho meldete sich de la Red überraschend zurück. Er ließ verlauten, er wolle gegen den Rat seiner Ärzte und nahezu zwei Jahre nach seinem Zusammenbruch ein Comeback wagen.
Am 3. November 2010 beendete er mit 25 Jahren seine Karriere und wurde im Sommer 2011 Jugendtrainer bei Real Madrid.

### In der Nationalmannschaft
Rubén de la Red gewann mit Spanien die U-19-Fußball-Europameisterschaft 2004. Am 17. Mai 2006 absolvierte er gegen Dänemark sein Debüt in der spanischen U-21-Auswahl. Für das Freundschaftsspiel gegen Italien am 26. März 2008 wurde de la Red erstmals für die A-Nationalmannschaft nominiert, kam aber letztlich nicht zum Einsatz.
Er kam am 31. Mai 2008 gegen Peru zu seinem Debüt in der Nationalmannschaft und gewann im Anschluss die EM 2008. Hier kam er einmal zum Einsatz und erzielte ein Tor im Gruppenspiel gegen Griechenland.

## Karriere als Trainer
Zwei Jahre nachdem er beim Spiel in der Copa del Rey gegen Real Unión Irún ohnmächtig zusammengebrochen war, löste er auf ärztlichen Rat seinen bis 2012 datierten Vertrag bei Real Madrid auf und unterschrieb einen neuen Vertrag als Jugendtrainer.

## Erfolge/Titel
Verein
- Spanischer Meister: 2006/07
- Spanischer Supercup: 2008

Nationalmannschaft
- U19-Europameister: 2004
- Europameister: 2008